# Angry Kid
Angry Kid è una serie televisiva animata britannica del 1999, creata da Darren Walsh.
A differenza della maggior parte delle produzioni Aardman, Angry Kid non è stata creata utilizzando clay animation ma una combinazione di pixilation (con l'utilizzo di maschere per le espressioni facciali) e burattini in stop motion.
La serie è stata trasmessa per la prima volta nel Regno Unito su Channel 4 dal 5 dicembre 1998 al 2002, per un totale di 50 episodi ripartiti su due stagioni. In seguito è stata ripresa per altre due stagione, rispettivamente di 10 e 9 episodi, pubblicate su Youtube dal 3 luglio 2015 all'8 novembre 2019. In Italia la serie è stata trasmessa su Italia 1 dal 14 ottobre 2003.

## Episodi
| Stagione         | Episodi | Prima TV USA | Prima TV Italia |
| ---------------- | ------- | ------------ | --------------- |
| Prima stagione   | 25      | 1998-2000    | 2003            |
| Seconda stagione | 25      | 2001-2002    | 2003            |
| Terza stagione   | 10      | 2015-2016    | 2004            |
| Quarta stagione  | 9       | 2019         | 2004            |
| Speciali         | 7       | 2004-2016    | 2016            |

## Personaggi e doppiatori
- Angry Kid, voce originale di Darren Walsh, italiana di Alessandro Quarta.
- Papà, voce originale di David Holt.
- Lil' Sis, voce originale di Jo Allen e Beth Chalmers.
- Speccy, voce originale di Mike Cooper, Kevin Eldon e Lee Evans.